# Lijst van burgemeesters van Menaldumadeel
Dit is een lijst van burgemeesters van de voormalige Nederlandse gemeente Menaldumadeel in de provincie Friesland.
| Ambtsperiode | Naam burgemeester                                         | Partij of stroming     | Bijzonderheden              |
| ------------ | --------------------------------------------------------- | ---------------------- | --------------------------- |
| 1851 - 1858  | Georg Frederik baron thoe Schwartzenberg en Hohenlansberg |                        | eerder als grietman         |
| 1858 - 1901  | mr. Willem Adriaan Bergsma                                | liberaal / Kappeyniaan |                             |
| 1901 - 1912  | A.J. Looxma van Welderen baron Rengers                    |                        |                             |
| 1912 - 1940  | Christiaan Pals                                           |                        |                             |
| 1941 - 1944  | Dirk Torensma                                             |                        | was burgemeester van Ezinge |
| 1945         | G. de Jong                                                | NSB                    |                             |
| 1945 - 1964  | Dirk Torensma                                             |                        |                             |
| 1964 - 1972  | Hartman Hoekstra                                          | partijloos / VVD       |                             |
| 1972 - 1979  | Dirk Reitsma                                              | VVD                    |                             |
| 1979 - 1994  | Jacob Hendrik Goeman Borgesius                            | VVD                    | was burgemeester van Aduard |
| 1994 - 2012  | Gerrie van Delft-Jaasma                                   | PvdA                   |                             |
| 2012 - 2017  | Tom van Mourik                                            | VVD                    | waarnemend                  |
| 2017         | Theunis Piersma                                           | FNP                    | waarnemend                  |